# Зеленин, Андрей Тихонович
Андрей Тихонович Зеленин (1911—1992) — сержант Рабоче-крестьянской Красной Армии, участник Великой Отечественной войны, Герой Советского Союза (1943).

## Биография
Андрей Зеленин родился 13 октября 1911 года в селе Чёрная Речка. Получил начальное образование, после чего работал в колхозе. В июле 1941 года Зеленин был призван на службу в Рабоче-крестьянскую Красную Армию. Начинал службу водителем автобатальона. В октябре 1941 года во время битвы за Москву подбил вражеский танк из орудия, расчёт которого погиб. После этого он был отправлен на артиллерийские курсы. Вернувшись на фронт, участвовал в боях под Воронежем, Курской битве. К сентябрю 1943 года сержант Андрей Зеленин был наводчиком орудия 1593-го истребительно-противотанкового артиллерийского полка 47-й армии Воронежского фронта. Отличился во время битвы за Днепр.
20 сентября 1943 года, когда противник в районе села Крапивна Золотоношского района Черкасской области Украинской ССР разгромил советскую батарею «катюш» и захватил реактивные миномёты, Зеленин, находившийся со своим расчётом неподалёку, выкатил орудие на прямую наводку и огнём уничтожил около 40 солдат и офицеров противника. Действия Зеленина позволили не допустить попадания в руки противника ценного вооружения. 24 сентября 1943 года Зеленин одним из первых в своём подразделении переправился через Днепр к северу от Канева и принял активное участие в захвате и удержании плацдарма на его западном берегу. Зеленин подбил два немецких танка. Когда его орудие потеряло прицел, он продолжал наводить его на цель через ствол, что способствовало успешному отражению немецких контратак.
Указом Президиума Верховного Совета СССР от 25 октября 1943 года за «успешное форсирование Днепра, прочное закрепление плацдарма на его западном берегу и проявленные при этом отвагу и геройство» сержант Андрей Зеленин был удостоен высокого звания Героя Советского Союза с вручением ордена Ленина и медали «Золотая Звезда» за номером 2317.
В дальнейшем Зеленин участвовал в освобождении Украинской ССР, Польши, боях в Германии. Конец войны встретил в Праге. Участвовал в Параде Победы. В 1945 году Зеленин был демобилизован. Вернулся на родину, где проживал и работал в колхозе до 1979 года. С 1989 года Зеленин жил в посёлке Переделкино Московской области. Умер 16 декабря 1992 года, похоронен на Востряковском кладбище Москвы.
Был также награждён орденами Отечественной войны 1-й степени и Красной Звезды, рядом медалей.